# Juha Laukkanen
Juha Lauri Laukkanen, född 6 januari 1969 i Pielavesi, är en finländsk före detta friidrottare, (spjutkastare).
Laukkanen deltog i flera internationella mästerskap; det började med en 10:e plats vid junior-VM 1988. Vid sitt första seniormästerskap, OS i Barcelona 1992, blev det 6:e plats. På hemmaplan EM 1994 åkte han ur i kvalifikationstävlingen där han kastade 75,86. Bästa placeringen kom 1998 då det blev en 5:e plats vid EM i Budapest. Vid VM 2001 i Edmonton blev det bara en 19:e plats. Vid detta VM fick han mycket uppmärksamhet då han gjorde en Hitlerhälsning till den tyska konkurrenten Boris Henry. Laukkanen beklagade efteråt händelsen och klargjorde att han inte var nazist, och att det hela hade varit ett skämt. 
Laukkanen fick också mycket uppmärksamhet då han oförskyllt träffade en funktionär i armen under Bislett Games 1994.
Laukkanen vann två finländska mästerskap; 1992 med ett kast på 86,72 och 1994 med 81,92. Hans personliga rekord är 88,22 meter satt i Kuortane 1992. På klubbnivå representerade han Laukkalan Lujaa.
Laukkanen är Unicef-ambassadör.